# أوليفر وود (دراج)
أوليفر وود (بالإنجليزية: Oliver Wood) هو دراج بريطاني، ولد في 26 نوفمبر 1995 في ويكفيلد في المملكة المتحدة.

## وصلات خارجية
- أوليفر وود على موقع الاتحاد الدولي للدراجات (الإنجليزية)
- أوليفر وود على موقع أرشيف الدراجات (الإنجليزية)
- أوليفر وود على موقع إحصائيات الدراجات الإحترافية (الإنجليزية)
- أوليفر وود على موقع نسبة الدراجات (الإنجليزية)
- أوليفر وود على موقع CycleBase (الإنجليزية)
- أوليفر وود على موقع اللجنة الأولمبية الدولية (الإنجليزية)
- أوليفر وود على موقع أوليمبيديا (الإنجليزية)
- أوليفر وود على موقع اللجنة الأولمبية البريطانية (الإنجليزية)